# Cervelat

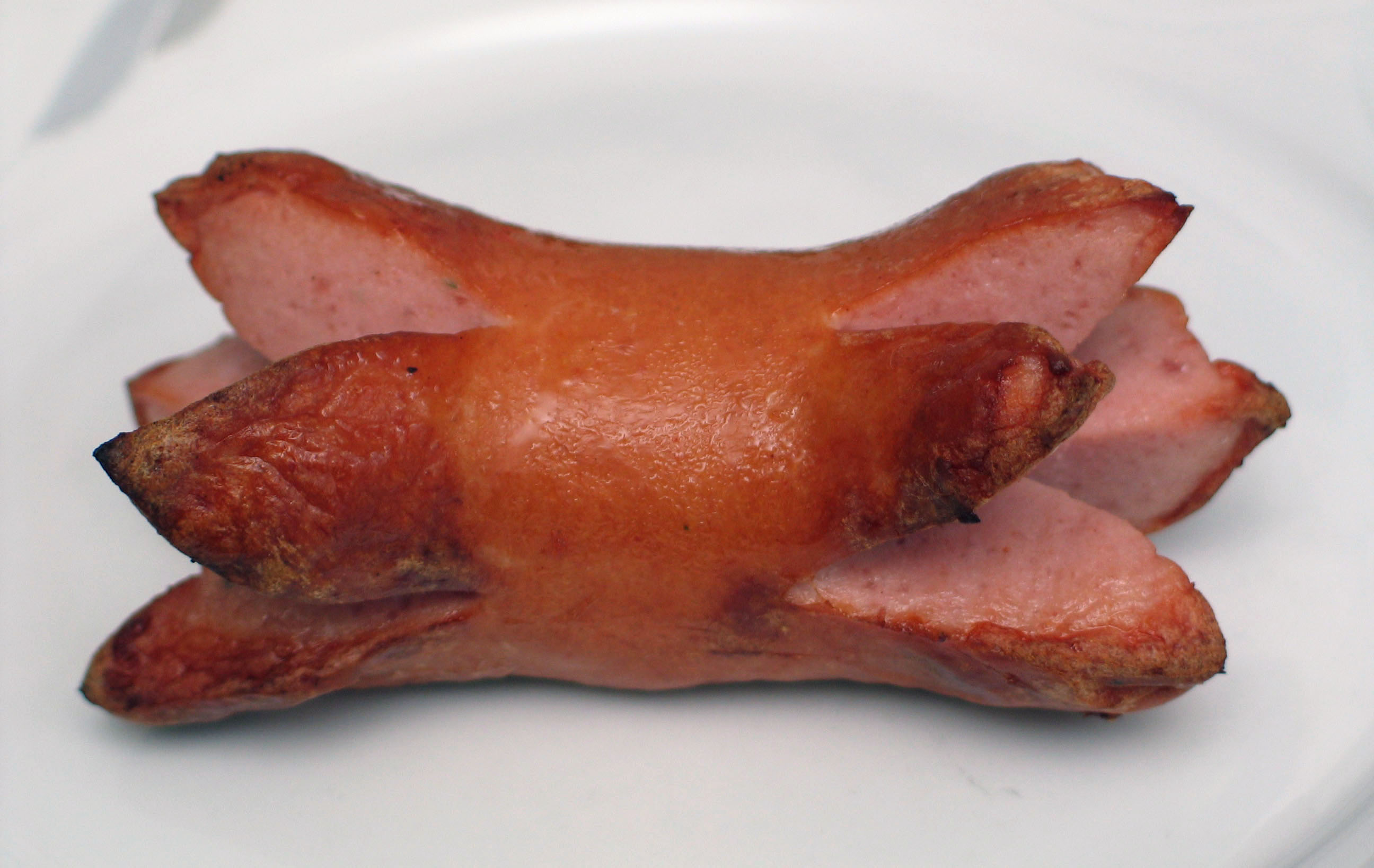
Gegrillter Cervelat mit typisch eingeschnittenen Enden (Säuli oder Chräbsli genannt)

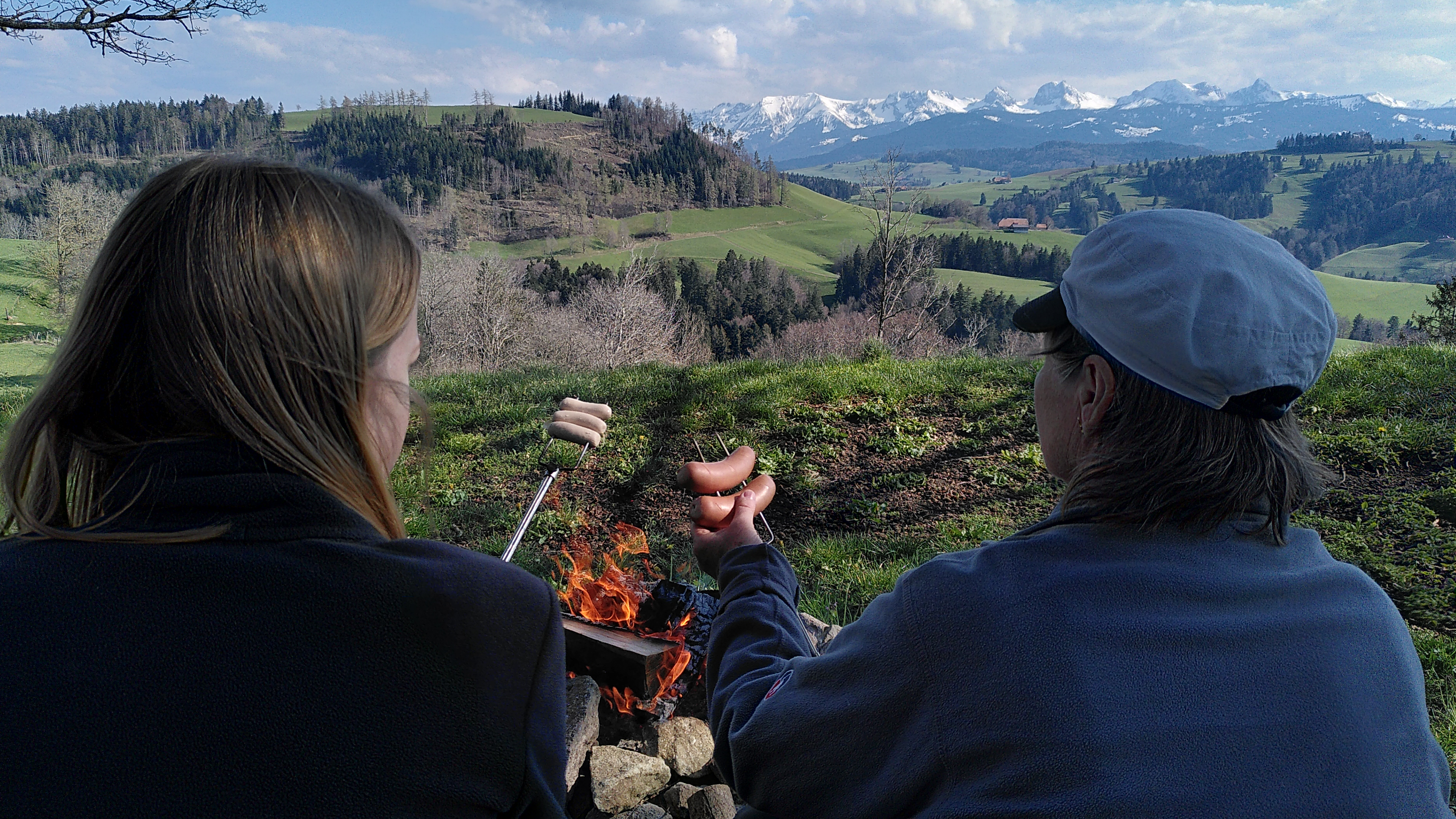
Zwei in der Schweiz übliche Würste, Cervelat (rechts) und Cipollata (links)

Der Cervelat [ˈsɛrʋeˌla] (von italienisch cervellata und mittelfranzösisch cervelat, aus lateinisch cerebellum, der Verkleinerungsform von cerebrum «Gehirn») ist eine Schweizer Brühwurst und hat mit der in Deutschland bekannten Zervelatwurst nichts zu tun. Zum traditionellen Verbreitungsgebiet des Cervelats gehören auch Regionen Deutschlands, dort ist er ausser in Teilen des Südwestens allerdings unter anderen Namen bekannt, wie etwa Bockwurst.

## Begriff
In einigen Regionen der Schweiz ist der Cervelat auch als Cervelas (französischsprachige Schweiz), Zervela, in Basel als Klöpfer oder in St. Gallen auch als Stumpen bekannt. In Teilen des Appenzeller Vorderlandes wird der Cervelat als Hondwoscht («Hundwurst») bezeichnet. Im deutschen Südwesten wird der Name der Wurst Servela geschrieben.
Die Deutschschweizer Schreibweise Cervelat ist gemäss Le Robert Historique älter als Cervelas. Erstmals erscheint die Schreibweise Cervelat 1552 bei François Rabelais. Sie geht auf das milanesische Dialektwort zervelada und das daraus entstandene italienische cervelato zurück. In der Schweiz werden jährlich 160 Millionen Cervelats produziert, der Schweizer isst also im Durchschnitt 21 Cervelats pro Jahr.

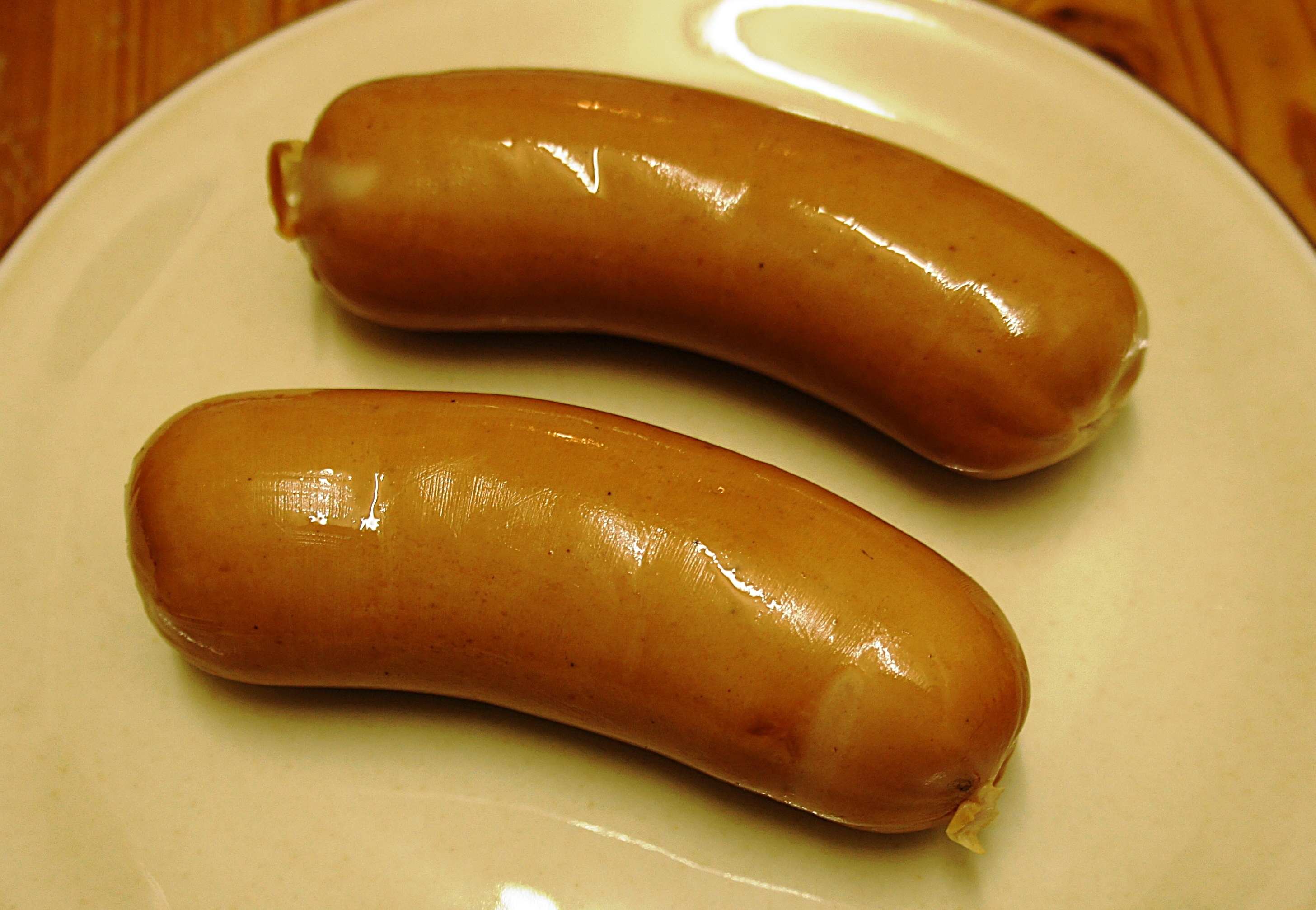
Cervelats

## Zusammensetzung und Verwendung
Ursprünglich handelte es sich um eine «grosse saucisse courte remplie de chair et de cervelle de porc» (dicke kurze Wurst, gefüllt mit Fleisch und Schweinehirn), das heutige Basisrezept geht auf dasjenige der Basler vom Ende des 19. Jahrhunderts zurück.
Die Wurstmasse besteht aus etwa zu gleichen Teilen Rindfleisch, Schweinefleisch, Rückenspeck/gemahlener Schwarte und Eis sowie Gewürzen, Pökelsalz und Kutterhilfsmittel. Heute werden keine Innereien mehr zum Cervelat verarbeitet. Die Zutaten werden im Kutter zerkleinert, in Naturdarm (importierte, meist brasilianische Rinderdünndärme) gefüllt, circa eine Stunde bei 65 bis 70 °C zuerst geräuchert und dann bei 75 °C im Wasserbad oder im Kochschrank gebrüht.

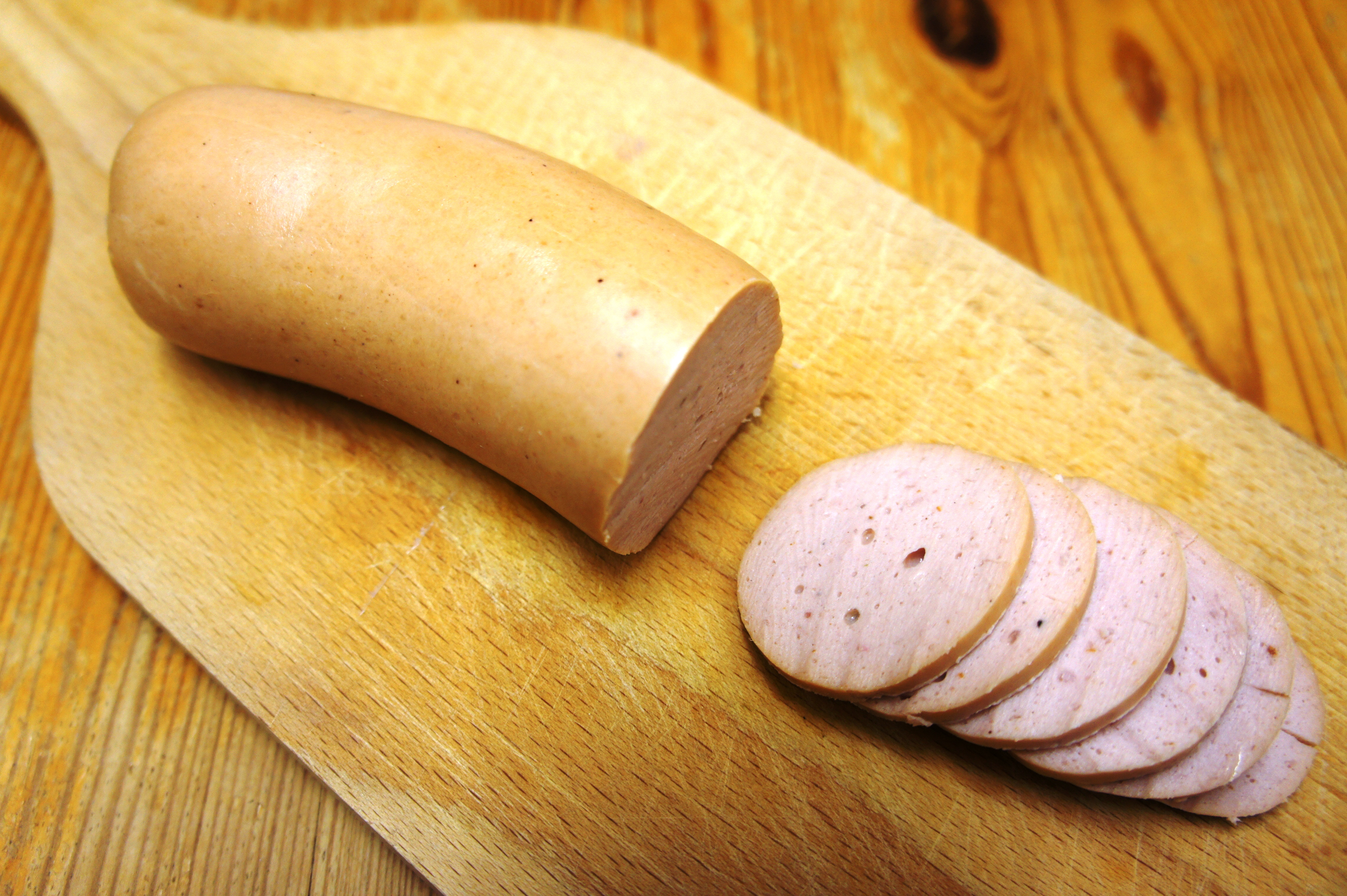
Cervelat – roh und ohne Haut – zum Verzehr bereit

Der Cervelat wird auf mannigfaltige Weise zubereitet, so z. B.
- an den Enden eingeschnitten, an einem zugespitzten Zweig aufgespiesst und über einem Feuer gebraten
- gegrillt oder (in Hälften) gebraten – vorzugsweise mit einem Bürli
- als Bestandteil des Wurstsalats oder Wurstkäsesalats («roh»)
- «roh» mit Brot und Senf oder Mayonnaise (auch bekannt als «Waldfest» oder ugs. «vo Fuscht», also von Faust)
- in Scheiben geschnitten und gebraten
- längs eingeschnitten, mit Käse gefüllt und mit Speck umwickelt («Arbeiter-Cordonbleu»)
- in heissem Wasser gewärmt
- in Stücke/Scheiben geschnitten und mit brauner Bratensauce (Cervelat-Gulasch)

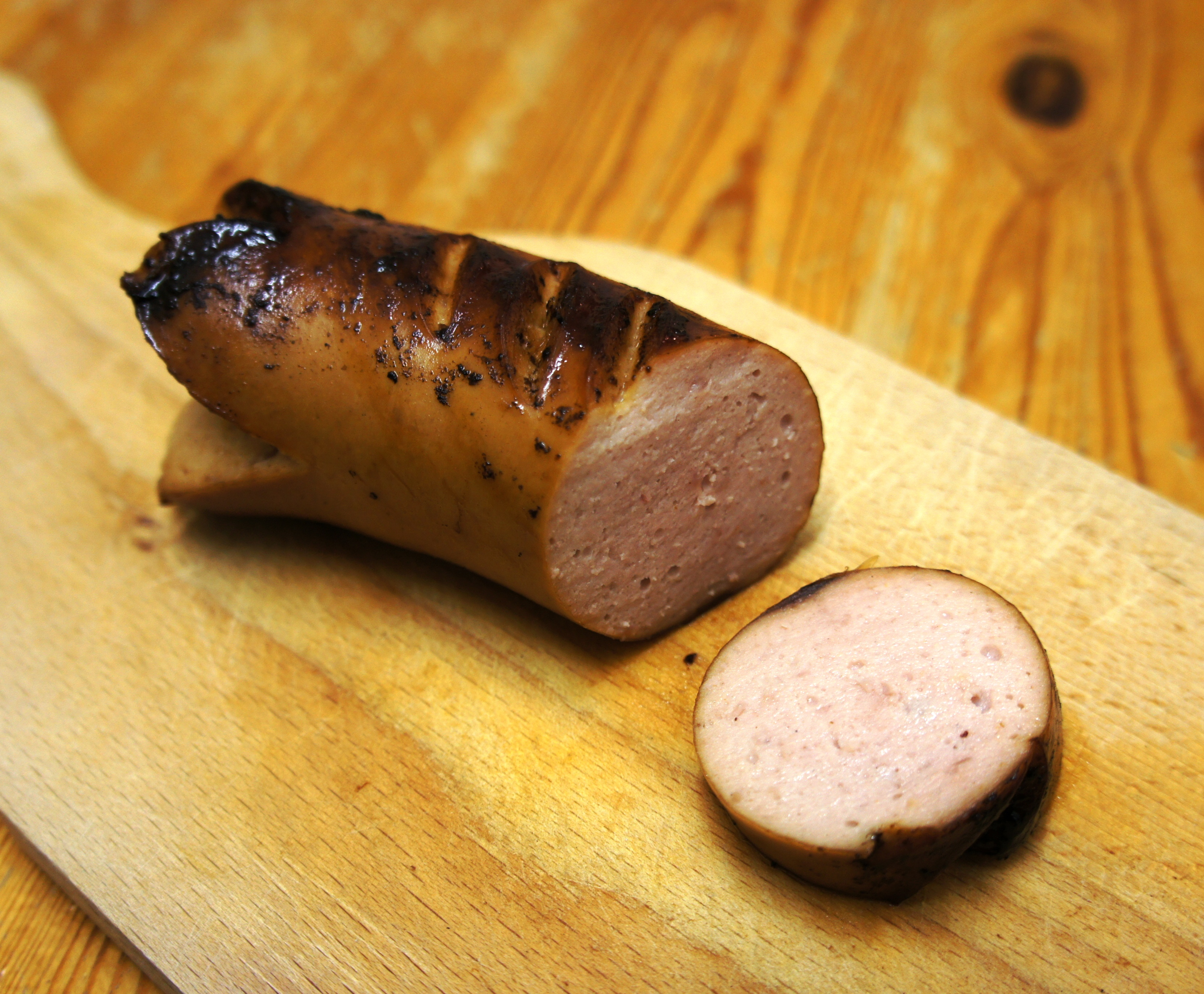
Cervelat – in der Bratpfanne gebraten

## Knappheit
Vom 1. April 2006 bis zum Herbst 2012 durften aufgrund eines EU-Importverbotes, das im Rahmen der bilateralen Verträge auch für die Schweiz galt, keine brasilianischen Rinderdärme importiert werden. Die für den Cervelat verwendeten Därme von Zeburindern sind jedoch zarter und von kleinerem Durchmesser als die europäischen Rassen und haben einige Eigenschaften, die sie in der Kombination für den Cervelat geeignet machten:
- Sie sind fest genug, um sich bei der rohen Wurst leicht abziehen zu lassen
- Sie sind zart genug, dass man sie bei der gebratenen Wurst mitessen kann
- Sie ziehen sich beim Braten leicht zusammen und geben dem gebratenen Cervelat so die typische Form.

Da die Vorräte zur Neige gingen und kein Ersatz gefunden wurde, der alle diese Eigenschaften in sich vereinte, drohte Medienberichten zufolge der Produktion des Cervelats im Laufe des Jahres 2008 das Aus. Ab August 2008 wurde die Versorgung durch Importe aus Argentinien, Uruguay und Paraguay – als Ersatz für brasilianische Rinderdärme – gesichert.

## Sonstiges
- 1891 wurde der Cervelat zum ersten Mal im Zusammenhang mit dem Schweizer Nationalfeiertag, der Bundesfeier am 1. August, erwähnt.[7][8]
- Als «Cervelatprominenz» werden in der Schweiz abwertend weniger wichtig einzustufende Schweizer Lokalberühmtheiten bezeichnet, siehe auch B-Prominenz.
- Im Südwesten Deutschlands, insbesondere in der Südpfalz rund um Landau in der Pfalz, wird als regionale Spezialität die «Nußdorfer Servelat» hergestellt, eine Wurst aus Rind- und Schweinefleisch, die in der Regel in heissem Wasser erhitzt wird.

## Ähnliche Wurstwaren

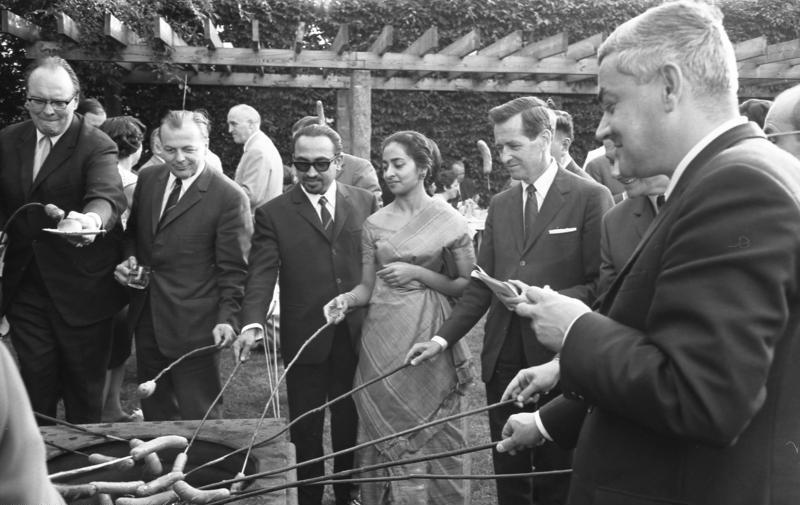
Grillen von Roter Wurst am Stock in der Baden-Württembergischen Landesvertretung in Bonn (1968)

Unter den Bezeichnungen Servela, Arbeiterkotelett und Rote Wurst lässt sich die Spezialität auch in Süddeutschland finden. Im Allgäu, in Oberschwaben, am Hochrhein und in Vorarlberg nennt man den Cervelat Schübling.
Die in der Schweiz bekannte Wurst Schüblig entspricht hingegen der deutschen Speckwurst (Schübligziischtig / Schübeldonnschtig). In Tschechien und der Slowakei wird der Špekáček ähnlich eingeschnitten gegrillt.